# Kölsa (Wiedemar)

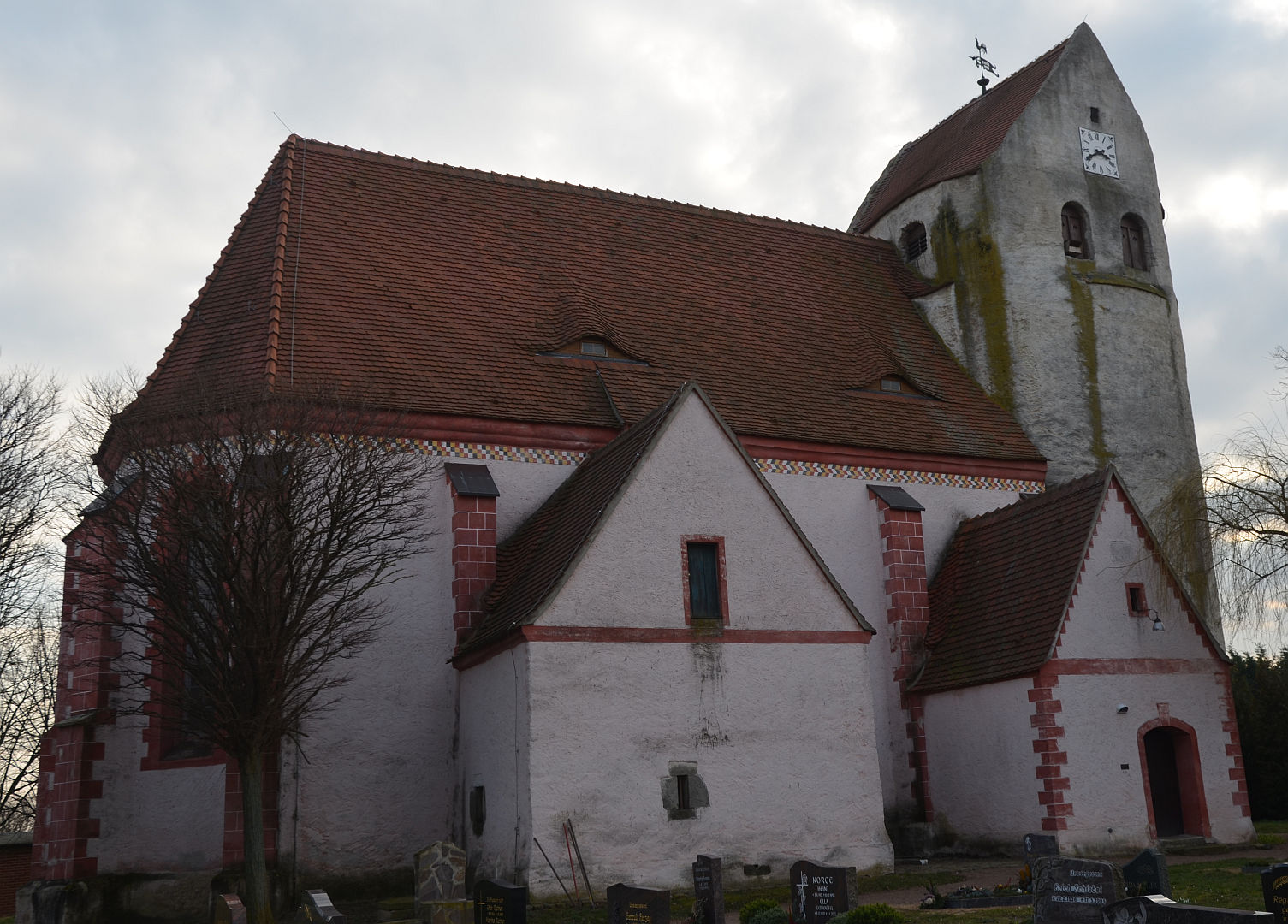
Dorfkirche Kölsa

Kölsa ist ein Ortsteil der Gemeinde Wiedemar im Landkreis Nordsachsen im Freistaat Sachsen (Deutschland). Er gehört zur gleichnamigen Ortschaft Wiedemar.

## Ortsname
Der Ortsname wurde aus dem slawischen Colsow, was so viel bedeutet wie „Rodungsort“, abgeleitet.

## Geographische Lage
Kölsa liegt im Nordwesten Sachsens in einer weiten Ebene der Leipziger Tieflandsbucht unweit der Grenze zu Sachsen-Anhalt. Von dem westlich liegenden Wiedemar wird der Ort durch die Bundesautobahn 9 getrennt.

## Geschichte
Der Ortsteil Kölsa wurde erstmals 1158 urkundlich erwähnt und gehörte als Exklave zum Amt Schkeuditz im Hochstift Merseburg. Henricus de Coltsowe wird 1222 in einer Urkunde als Zeuge aufgeführt. 1446 muss Thimo von Zehmen auf Lissa und Spören ein Ritterpferd für Kölsa zur Verfügung stellen. 1463 werden als Besitzer des Rittergutes Thimo, Nickel und Hans von Zehmen genannt. 1511 und 1513 verkaufen Thimo, Christoph und Thilo von Zehmen Kölsa an den Bischof von Merseburg, der es Hans von Teuchern überließ. Nach der Reformation wurde das Hochstift 1565 dem Kurfürstentum Sachsen angegliedert. Kölsa wurde nun dem Amt Delitzsch zugeordnet. Ab 1652 ist im Ort kein selbständiger Herrensitz mehr erwähnt, sondern nur noch ein Vorwerk mit einer Schäferei. Durch die Beschlüsse des Wiener Kongresses kam Kölsa 1815 mit den umliegenden Orten zu Preußen und wurde 1816 dem Kreis Delitzsch im Regierungsbezirk Merseburg der Provinz Sachsen zugeteilt, zu dem es bis 1952 gehörte. Im Zuge der Kreisreform in der DDR von 1952 wurde Kölsa dem neu zugeschnittenen Kreis Delitzsch im Bezirk Leipzig zugeteilt, welcher 1994 im Landkreis Delitzsch aufging.
Am 1. Januar 1994 wurde Kölsa durch Zusammenschluss zum Ortsteil der Gemeinde Wiedemar. Mit der Bildung der Einheitsgemeinde Wiedemar kam der Ort am 1. Januar 2013 zur Ortschaft Wiedemar innerhalb der Einheitsgemeinde.

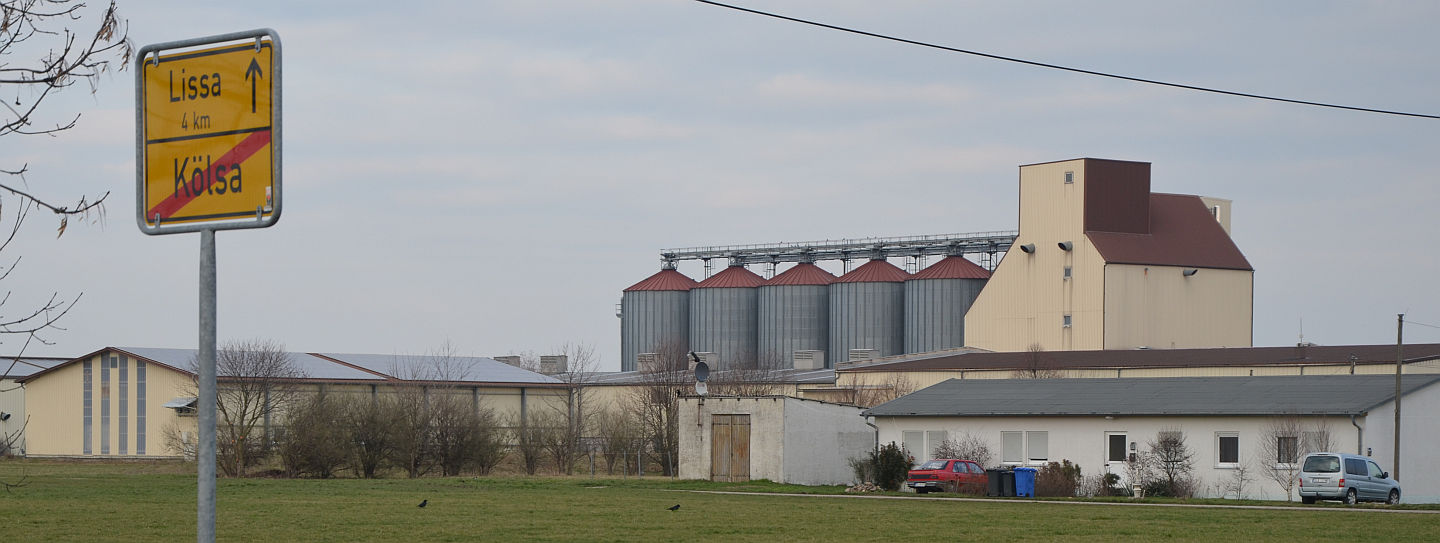
Silos bei Kölsa

1992 wurde die Landhandels GmbH Glesien gegründet, zu der die Siloanlage bei Kölsa gehört.

## Verkehr
Die Bundesautobahn 9 führt im Westen am Ort vorbei, die nächste Anschlussstelle ist Nr. 14 (Wiedemar/Delitzsch). Zwischen 1927 und 1967 hatte Kölsa einen Halt an der Delitzscher Kleinbahn.